# D-Day Remembered
Pour plus de détails, voir Fiche technique et Distribution.
D-Day Remembered est un film américain réalisé par Charles Guggenheim, sorti en 1994.
Le film a été diffusé à la télévision en tant qu'épisode de la série American Experience.

## Synopsis
Le documentaire présente le témoignage de 50 participants au Jour J.

## Fiche technique
- Titre : D-Day Remembered
- Réalisation : Charles Guggenheim
- Scénario : Charles Guggenheim
- Musique : Michael Bacon
- Montage : Joseph Wiedenmayer
- Production : Margaret Drain et Charles Guggenheim
- Société de production : Guggenheim Productions, Public Broadcasting Service (PBS), WGBH et WGBH
- Pays de production :  États-Unis
- Genre : Documentaire
- Durée : 54 minutes
- Dates de sortie : 
  - États-Unis : 25 mai 1994 (télévision)

## Distinctions
Le film a été nommé à l'Oscar du meilleur film documentaire,.